# Parco nazionale del Monte Arayat
Il parco nazionale del Monte Arayat (in lingua inglese: Mount Arayat National Park) è un'area naturale protetta e parco nazionale delle Filippine situata sulla grande isola di Luzon nella parte più settentrionale dell'arcipelago asiatico, nella provincia di Pampanga. L'area protetta venne istituita il 16 settembre 1937 con decreto No. 203, s. 1937 dell'allora presidente delle Filippine Manuel Quezón e occupa una superficie di 3 715 ettari.
L'area copre le pendici del Monte Arayat, stratovulcano spento alto 1 026 m.s.l.m. ed è una delle ventiquattro aree protette e uno dei sei parchi nazionali della regione iscritti nella lista rilasciata dal DENR, il Ministero filippino dell'Ambiente e delle Risorse Naturali.